# غسل تعمید عیسی
غسل تعمید عیسی توسط یحیی تعمیددهنده رخدادی مهم در زندگی عیسی است که در سه انجیل متی، مرقس و لوقا شرح داده شده‌است. این کار در المغطس در اردن امروزی صورت گرفت.
بیشتر الهیات‌دانان نوین تعمید عیسی توسط یحیی تعمیددهنده را یک واقعه تاریخی می‌دانند که می‌توان درجه بالایی از اطمینان را به آن اختصاص داد. بیشتر پژوهشگران کتاب مقدس ابن اتفاق را همراه با مصلوب شدنش یکی از دو واقعیت مشخص تاریخی در مورد مسیح می‌دانند و اغلب از آن به عنوان نقطه شروع مطالعه عیسی تاریخی استفاده می‌کنند.
غسل تعمید یکی از وقایع روایت زندگی عیسی در انجیل‌های شرعی است. موارد دیگر عبارتند از: تجلی، مصلوب شدن، رستاخیز و عروج. بیشتر فرقه‌های مسیحی تعمید عیسی را به عنوان یک رویداد مهم و پایه ای برای مراسم تعمید مسیحی می‌دانند. در مسیحیت شرقی، غسل تعمید عیسی مسیح در ۶ ژانویه تقویم ژولینی (برابر با ۱۹ ژانویه تقویم میلادی) به عنوان جشن خاج‌شویان گرامی داشته می‌شود. در کلیسای کاتولیک روم، کلیسای آنگلیکان، کلیساهای لوتری و برخی دیگر از فرقه‌های غربی، در یک روز در هفته بعد از آن، جشن غسل تعمید خداوند انجام می‌شود. در کلیسای کاتولیک رومی، تعمید عیسی یکی از تسبیح‌هایی است که گاهی به رزاری افزوده می‌شود. این رخداد همچنین یک جشن تثلیث در کلیساهای ارتدکس شرقی است.